# Dana Point
Dana Point – miasto w Stanach Zjednoczonych, w stanie Kalifornia, w hrabstwie Orange. Według spisu ludności przeprowadzonego przez United States Census Bureau, w roku 2010 miasto Dana Point miało 33 351 mieszkańców.
Jedna z dzielnic miasta, Monarch Beach, powstała 1 stycznia 1989.